# 印度政府
印度政府，正式名稱為聯邦政府（संघीय सरकार），亦稱作中央政府（केन्द्रीय सरकार），是根據《印度憲法》成立並管轄印度诸邦与联邦属地的機關，統稱為印度共和國。總部位於印度首都新德里。
政府由行政、立法和司法三個分支組成。行政機關之首為總統，是國家元首，直接或通過其下屬行使權力。立法機關（即印度议会）由人民院和聯邦院以及议长組成。司法機關由印度最高法院、21個高級法院，以及地區層面的各民事、刑事和家庭法院組成。

## 行政機關

### 總統
憲法賦予印度總統行政權力（主要通過第53(1)條）。同時，根據憲法第74條，總統依照以政府首腦（印度總理）为首的部长会议的建议行使职权。總統任命能夠在人民院得到大多數支持的人為總理（通常是多數黨或聯盟領袖）。總統根據總理的意見任命部长会议（內閣）的其他成員。

### 副總統
副總統是印度政府的行政機關中第二最高級別的人員，次於總統。宪法规定副总统为法定的联邦院主席。當總統死亡、辭職或被罷免，副總統會署任總統職務最多6個月，直至由议会两院及各邦议会当选议员组成选举团选出新任總統為止。在此期間，副總統不執行联邦院主席的職責。

### 內閣
印度內閣包括總理以及35個內閣部長，他們必須是印度議會兩院之一的成員。内阁部长是不同部門的負責人，其下有國務部長，負責特定範疇，直接向内阁部长匯報。另有独立主持部务的国务部长，不隸屬於內閣部長。
办事机构(25个)：
- 总理办公室
- 内阁秘书处
- 计划委员会
- 中央信息委员会
- 印度选举委员会
- 工会公共服务委员会
- 大学捐赠委员会
- 印度律师职业委员会
- 科学与工业研究理事会
- 印度医学协会
- 国家人权委员会
- 第十三财政委员会
- 印度数据目录特立识别委员会
- 全球创新圆桌会议
- 国家创新委员会
- 联邦院议长电视台
- 国家落后种姓委员会
- 印度首席科学顾问办公室
- 全国少数民族委员会
- 全国委员会
- 全国在册种姓委员会
- 全国在册部落委员会
- 全国妇女委员会
- 全国人口委员会
- 保险监管发展局
- 电信管理局

内阁部门(51个)：
- 农业部
- 化学和化学肥料部
- 民航总局
- 煤炭部
- 商业和工业部
- 通信和信息技术部
- 消费者事务、食品和公共分配部
- 司法事务部
- 文化部
- 国防部
- 东北地区发展部
- 饮水供应和环境卫生部
- 地球科学部
- 环境和森林部
- 外交部
- 财政部
- 食品加工产业部
- 卫生和家庭福利部
- 重工业和公共企业部
- 内务部
- 住房和城市扶贫部
- 人力资源开发部
- 信息产业和广播部
- 劳工和就业部
- 法律和司法部
- 微型、小型和中型企业部
- 矿业部
- 少数民族事务部
- 新能源和可再生能源部
- 印度海外事务部
- 潘查亚特评议委员会
- 议会事务部
- 人事、民众投诉和退休金部
- 石油和天然气部
- 规划部
- 电力部
- 铁路部
- 铁路运输和公路部
- 农村发展部
- 科学技术部
- 海运部
- 社会公正和赋权部
- 统计和项目实施部
- 钢铁部
- 组织部
- 旅游部
- 部落事务部
- 城市发展部
- 水利部
- 青年事务和体育部
- 妇女和儿童发展部

### 公职人员级别体系
| 级别 (薪酬级)                           | 地方岗位        | 邦政府岗位                     | 中央政府岗位                  | 薪酬                                                  |
| --------------------------------------- | --------------- | ------------------------------ | ----------------------------- | ----------------------------------------------------- |
| 内阁部长级 (Pay level 18)               | —               | —                              | 印度内阁秘书                  | 25万卢比 (3,882.5美元)                                |
| 内阁副部长级 (Pay level 17)             | —               | 邦首席秘书 (印度)              | 印度国务秘书                  | 22.5万卢比 (3,494.25美元)                             |
| 上级行政级 (Pay level 15) 司局级        | 专区专员 (印度) | 主任秘书 (印度)                | 辅秘                          | 18.22万卢比 (2,829.57美元)—22.41万卢比 (3,480.27美元) |

印度人员级别体系

| 高级行政级 (Pay level 14) 副司局级      | 专区专员 (印度) | Secretary-cum-commissioner     | 联秘                          | 14.42万卢比 (2,239.43美元)—21.82万卢比 (3,388.65美元) |
| Selection grade (Pay level 13) 处级     | 县长 (印度)     | Special secretary-cum-director | 主任(Director)                | 11.85万卢比 (1,840.31美元)—21.41万卢比 (3,324.97美元) |
| 初级行政级 (Pay level 12) 副处级        | 县长 (印度)     | Joint secretary                | 副秘(Deputy secretary)        | 7.88万卢比 (1,223.76美元)—19.15万卢比 (2,974美元)     |
| Senior time scale (Pay level 11) 科级   | 县长助理 (印度) | Deputy secretary               | —                             | 6.77万卢比 (1,051.38美元)—16万卢比 (2,484.8美元)      |
| Junior time scale (Pay level 10) 副科级 | 乡长 (印度)     | Under Secretary                | 助理秘书(Assistant secretary) | 5.61万卢比 (871.23美元)—13.2万卢比 (2,049.96美元)     |
| Notes                                   |                 |                                |                               |                                                       |
| 1. 2. 3. 4. 5. 6. 7. 8. 9.              |                 |                                |                               |                                                       |

## 司法機關
印度獨立司法體系自英國殖民時期開始。印度最高法院是最高司法机关，有权解释宪法、审理中央政府与各邦之间的争议问题等，由一名首席法官和30名大法官組成，全部由總統委任。陪審團審訊在60年代初被廢除。各邦设有高等法院，县设有县法院。

## 立法機關
印度的立法機關採用兩院制，分別為人民院（下院）和聯邦院（上院）。人民院有545個議席，其中543席由直接選舉產生，每5年举行一次大选。聯邦院的250名成員由間接選舉（238名）和委任（12名）產生，任期6年，每两年改选三分之一。